# Mourella caerulea
Mourella caerulea är en biart som först beskrevs av Heinrich Friese 1900.  Mourella caerulea ingår i släktet Mourella och familjen långtungebin. Inga underarter finns listade i Catalogue of Life.